# 木嵚
木嵚（1429年—1485年10月2日），字惟高，号峻乔，纳西族名阿地阿习（A-ti A-hsi），丽江第十一代土司，官拜丽江知府。
木嵚是木森的长子，1442年继父职为丽江土司。1451年，蕃族进攻巨津州，木嵚亲征击退了他们。翌年，兰州知州罗文凯被贼人罗好暗杀，木嵚奉命前往讨伐，将罗好等十人捉拿归案。1455年，击败蕃族土匪刀日卜他、阿俗父子，迫使其投降。1460年，阿俗再叛，被木嵚击败。同年遣使赴京师朝贡，被册封为太中大夫、丽江知府。其妻高氏善亦受封为淑人。
1462年，征服剌宝、鲁普瓦寨、鼠罗、你罗、和析普瓦等地，1470年，又征服你那、维西等地，1483年征服中甸等地。

## 家族
- 父：木森
- 母：淑人阿室里

- 妻：
  - 正室：淑人阿室顺（高氏观音善，鹤庆高知县之女）
  - 继室：高氏观音福珍（鹤庆高知县之女）
  - 继室：阿室娘（巡检木保之女）
  - 继室：阿室桂（顺盪杨氏之女）

- 子：
  - 木泰（阿习阿牙，阿室顺所生）
  - 木奏（阿习阿的，阿室顺所生）
  - 木著（阿习阿住，阿室顺所生）
  - 木宝（阿室顺所生）
  - 木束（观音福珍所生）
  - 木俗（观音福珍所生）
  - 木吉（阿室娘所生）[1]
  - 木沙（阿室娘所生）[1]
  - 木禄（阿室娘所生）[1]
  - 木他（阿室娘所生）[1]
  - 木见（阿室娘所生）[1]
  - 木乐（阿室桂所生）[1]
  - 木的（阿室桂所生）[1]
- 女：
  - 木氏满（嫁兰州知州罗世爵）
  - 木氏加（嫁北胜州副州周章）
  - 木氏（嫁顺州土官子海）

## 脚注
1. 1 2 3 4 5 6 7  在《木氏宦谱》中，木吉、木的等人事迹被用浓墨涂抹。根据学者张永康的考证，木吉等人之下的释文均为“以庶谋嫡，问拟极刑。”